# Vinko Cuzzi
Vinko Cuzzi (Split, 11 juli 1940 - Zagreb, 8 december 2011) was een Kroatisch voetballer. 
Cuzzi speelde 160 wedstrijden voor Hajduk Split van 1958 en 1968 en speelde ook bij Lausanne-Sport.